# Dracocephalum isabellae
Dracocephalum isabellae là một loài thực vật có hoa trong họ Hoa môi. Loài này được Forrest ex W.W.Sm. mô tả khoa học đầu tiên năm 1914.